# Fabrice N’Sakala
Fabrice N’Sakala (ur. 21 lipca 1990 w Le Blanc-Mesnil) – kongijski piłkarz grający na pozycji lewego obrońcy. Od 2016 roku jest piłkarzem klubu Alanyaspor, do którego jest wypożyczony z RSC Anderlecht.

## Kariera klubowa
Swoją karierę piłkarską N’Sakala rozpoczął w klubie Bondy. W 2004 roku podjął treningi w Troyes AC. W 2008 roku awansował do kadry pierwszego zespołu. 12 września 2008 zadebiutował w nim w Ligue 2 w przegranym 1:2 wyjazdowym meczu z Clermont Foot. W sezonie 2008/2009 spadł z Troyes do trzeciej ligi, jednak po roku wrócił z nim do Ligue 2. W sezonie 2011/2012 wywalczył z Troyes awans do Ligue 1. Z kolei w sezonie 2012/2013 spadł z Troyes do drugiej ligi.
W 2013 roku N’Sakala przeszedł do belgijskiego klubu RSC Anderlecht. 14 września 2013 zadebiutował w nim w pierwszej lidze belgijskiej w wygranym 5:0 domowym meczu z KV Mechelen. W sezonie 2013/2014 wywalczył z Anderlechtem mistrzostwo Belgii. Latem 2014 zdobył z nim Superpuchar Belgii.
Latem 2016 roku N’Sakala został wypożyczony do Alanyasporu, w którym zadebiutował 26 sierpnia 2016 w wygranym 2:1 domowym meczu z Antalyasporem.
| Sezon   | Klub           | Kraj    | Rozgrywki            | Mecze | Bramki |
| ------- | -------------- | ------- | -------------------- | ----- | ------ |
| 2008/09 | Troyes AC      | Francja | Ligue 2              | 13    | 0      |
| 2009/10 | Troyes AC      | Francja | Championnat National | 6     | 0      |
| 2010/11 | Troyes AC      | Francja | Ligue 2              | 22    | 0      |
| 2011/12 | Troyes AC      | Francja | Ligue 2              | 31    | 0      |
| 2012/13 | Troyes AC      | Francja | Ligue 1              | 22    | 0      |
| 2013/14 | Troyes AC      | Francja | Ligue 2              | 1     | 0      |
| 2013/14 | RSC Anderlecht | Belgia  | Eerste klasse        | 18    | 1      |
| 2014/15 | RSC Anderlecht | Belgia  | Eerste klasse        | 23    | 0      |
| 2015/16 | RSC Anderlecht | Belgia  | Eerste klasse        | 6     | 0      |
| 2016/17 | RSC Anderlecht | Belgia  | Eerste klasse        | 2     | 0      |
| 2016/17 | Alanyaspor     | Turcja  | Süper Lig            |       |        |

## Kariera reprezentacyjna
N’Sakala grał w młodzieżowych reprezentacjach Francji. W 2007 roku wystąpił z reprezentacją Francji U-17 na Mistrzostwach Europy U-17. W reprezentacji Demokratycznej Republiki Konga zadebiutował 9 czerwca 2015 roku w zremisowanym 1:1 towarzyskim meczu z Kamerunem, rozegranym w Mons.